# Regius Professor of Divinity (Cambridge)
Der Regius Professor of Divinity an der University of Cambridge ist eine 1540 durch König Heinrich VIII. gestiftete Regius Professur für Theologie. Gleichzeitig mit dieser Professur stiftete der König damals noch die Regius Professur of Civil Law, die Regius Professur of Hebrew und den Regius Professur of Greek sowie einen ebensolchen Satz von Professuren an der University of Oxford.
1860 wurden die Statuten der Professuren für Divinity, Griechisch und Hebräisch neu gestaltet.

## Inhaber
| Name                        | Namenszusatz            | von         | bis  | Anmerkung |
| --------------------------- | ----------------------- | ----------- | ---- | --- |
| Edward Wigan                |                         | 1540        |      | |
| John Madew                  |                         | 1545        |      | |
| Martin Bucer                |                         | 1550        |      | Der Reformator und damalige Regius Professor gleichen Namens an der University of Oxford, Peter Martyr Vermigli, veranlasste Bucer nach England zu kommen, wo diesem die analoge Professur in Cambridge angeboten wurde. In einer öffentlichen Diskussion wurde Bucers Standpunkt zu einer lutheranischen Doktrin durch John Young (s. u.), Andrew Perne und Thomas Sedgwick (s. u.) herausgefordert. Als Bucer nach einem Besuch bei Martyr nach Cambridge zurückkehrte, stellte er fest, dass Young an seiner Stelle Vorlesungen der Professur hielt. Sein Tod 1551 beendete die Konfrontation ohne endgültige Klärung. |
| John Yong                   | M.A., B.D., D.D. (1553) | 1555        | 1557 | Yong, auch bekannt als John Young, wurde während der versuchten Wiedereinführung des Katholizismus unter Maria I. ernannt und war die treibende Kraft zu diesem Zweck an der University of Cambridge. Nach dem Tod Marias weigerte er sich, den Eid auf die anglikanische Religion abzulegen. Er wurde seiner Ämter enthoben und von 1561 bis zu seinem Tod 1580 inhaftiert. |
| Thomas Sedgwick             |                         | 1557        |      | Wie sein Vorgänger und Mitstreiter John Young war Sedgwick standhafter Katholik, der den Eid auf die anglikanische Kirche nicht ablegte. |
| James Pilkington            |                         | 1559        |      | Pilkington wurde später der erste anglikanische Bischof von Durham. Sein Bruder, Leonard folgte ihm im Amt des Professors. |
| Leonard Pilkington          |                         | 1561        | 1562 | Leonard gab die Professur schon im Folgejahr aus ungeklärten Gründen auf und zog sich in eine Pfarrei in Whitburn zurück. |
| Matthew Hutton              |                         | 1562        |      | |
| John Whitgift               |                         | 1567        |      | Der überzeugte Calvinist Whitgift trat erst nach der Thronbesteigung Elisabeth I. in die Dienste der Kirche und legte seinen Eid erst 1560 ab. Seine Karriere gipfelte in seiner Ernennung zum Erzbischof von Canterbury. |
| William Chaderton           | D.D.                    | 1569        |      | Chaderton, auch Chadderton oder Chatterton unterstützte die moderate Linie gegen den aufkommenden Puritanismus. Mit Unterstützung von politischen Gönnern wurde er zum Bischof von Chester. |
| William Whitaker            | M.A., B.D., D.D.        | 1580        |      | Whitaker zeigte früh seine Eignung und wurde durch den damaligen Leiter von des Trinity College, seinen Amtsvorgänger John Whitgift, gefördert. Nach der Ernennung zum Regius Professor lehrte Whitaker die calvinistischen Auslegung des Protestantismus, wodurch Puritanische Kräfte gestärkt und lutheranische geschwächt wurden. |
| John Overall                |                         | 1596        |      | Overall war gemäßigter Calvinist. Seine Ernennung zum Regius Professor als Nachfolger von Whitaker wurde als Signal verstanden. 1614 wurde Overall zum Bischof von Coventry und Lichfield ernannt. |
| John Richardson             | D.D.                    | 1606        |      | Richardson war einer der ersten Unterstützer des Arminianismus und stand damit in Opposition mit dem klassischen Calvinismus. Seine hervorragenden Kenntnisse der hebräischen Sprache sorgten dafür, dass er einer der englischen Bibelübersetzer wurde, mit anderen verantwortlich für die Übersetzung eines Teils des 1. Buch der Chronik. |
| Samuel Collins              | D.D.                    | 1617        |      | In den späteren Jahren wurden dem politisch unliebsamen Theologen seine Ämter nach und nach entzogen, bis ihm nur die Professur und eine Pfarrei (für die regelmäßigen Einkünfte) verblieben. In all den Jahren gab er „für über vierzig Jahre wöchentlich zwei Vorlesungen, von denen keine der anderen gleich war und doch ohne wesentliche Abweichungen in der kritischen Sprache“. |
| John Arrowsmith             | D.D.                    | 1651 (1644) | 1665 | |
| Anthony Tuckney             | D.D.                    | 1656        |      | Ab 1655 führte der Puritaner Tuckney schon die Vorlesungen anstelle seines Vorgängers Arrowsmith durch. Nach der Stuart-Restauration wurde er sämtlicher Ämter enthoben. |
| Peter Gunning               | D.D.                    | 1661        |      | Der glühende Royalist Gunning stieg in der Folge der Stuart-Restauration schnell auf in der Kirchenhierarchie. 1661 wurde ihm die Regius Professur anstelle der Lady Margaret Professur übertragen und die Leitung des wichtigeren St. John's College anstelle des Clare College. Beide Ämter hatte er erst 1660 angetreten. 1669 wurde er Bischof von Chichester. Gunning war ein Gegner der kurz zuvor gegründeten Royal Society, da er befürchtete, die Wissenschaften könnten den Glauben untergraben. |
| Joseph Beaumont             | D.D.                    | 1674        | 1699 | |
| Henry James                 | D.D.                    | 1700        | 1717 | |
| Richard Bentley             | D.D.                    | 1717        |      | Bentley hatte sich in jungen Jahren als hervorragender Geist ausgezeichnet, der brilliant aber auch kontrovers argumentierte. Während seiner Professur führte er lange Kontroversen, allerdings nicht um die Lehre, sondern in seiner Funktion als Leiter wichtiger Colleges. |
| John Whalley                | D.D.                    | 1742        | 1748 | |
| John Green                  | B.D., D.D.              | 1748        | 1756 | Green zog sich nach seiner Ernennung zum Dekan von Lincoln auf, wodurch er für andere Universitätsämter in Frage kam und das Amt des Vizekanzlers übernahm. |
| Thomas Rutherforth          | D.D.                    | 1745        | 1771 | Der Widerspruch in den Zeitangaben der Professuren von Green und Rutherforth kann mit den Personen-Artikeln im Oxford Dictionary of National Biography nicht aufgelöst werden. Rutherforth hielt seine Professur bis zu seinem Tod 1771. |
| Richard Watson              | D.D.                    | 1771        | 1782 | Der Tod Rutherforths 1771 öffnete die Möglichkeit, die prestigeträchtige Regius Professur neu zu besetzen. Watson, dem Ambitionen auf die Position nachgesagt wurden, war eigentlich nicht qualifiziert. Durch persönliche Einflussnahme konnte er sich aber die Unterstützung des Königs sichern, wurde am 14. Oktober 1771 zum Doctor of Divinity (D. D.) ernannt und am 14. November des gleichen Jahres zum Regius Professor. Beim Amtsantritt sagte Watson von sich selbst, dass er vom Fach kaum mehr verstand, als von einem Mann zu erwarten war, dessen Zeit hauptsächlich mit anderen Dingen befasst war. In Watsons Fall war dies die Chemie, wo er einige erwähnenswerte Schriften verfasste. Sein Buch "Chemical Essays" wurde in sieben Auflagen gedruckt. So beschränkte er mangels Kenntnissen in systematischer oder historischer Theologie seine Lehren auf Bibelstudien, die er als einzige Autorität anerkannte. Seine theologischen Schriften und Predigten erregten breite Unzufriedenheit. 1782 wurde Watson als Bischof von Llandaff eingesegnet. |
| John Randolph               |                         | 1783        | 1807 | Randolph hielt viele Positionen in der Universitätshierarchie. Von 1776 bis 1783 war er Professur für Poesie, 1782 bis 1783 war er Regius Professor of Greek, Professor of Moral Philosophy 1782 bis 1786 und am 30. August 1783 wurde er auch Regius Professor of Divinity. Seine Theologievorlesungen wurden bei Kerzenlicht gehalten. Notizen wurden nicht geprüft, daher schliefen die meisten Studenten während der Vorlesungen. Ein Student erhielt für seine Studien einen umfangreichen Syllabus und eine noch umfangreichere Liste mit Sekundärliteratur. Randolphs Einfluss an der Universität verhalf ihm auch zur Ernennung zum Bischof von Oxford, wo er 1799 eingesegnet wurde. Mit seiner Einsegnung als Bischof von Bangor gab er den Bischofssitz in Oxford auf. |
| John Kaye                   | D.D.                    | 1816        | 1827 | Nach dem Tod Porsons (25. September 1808) war Kaye ein Kandidat für die Regius Professur of Greek zog sich aber zugunsten von James Henry Monk, dem späteren Bischof von Gloucester und Bristol, zurück. 1816 wurde er Regius Professor of Divinity und hielt nach weit über einhundert Jahren wieder öffentliche Vorlesungen. Seine Schriften wurden schon zu seinen Lebzeiten mehrfach aufgelegt und gelten weiterhin als Meilensteine der Theologie. Im Juli 1820 wurde Kaye durch den König als Nachfolger von William Lort Mansel als Bischof von Bristol vorgeschlagen. Die Amtsgeschäfte übernahm er 1827, wofür er die Regius Professur aufgab. Die Leitung des Christ’s College behielt er bis 1830. |
| Thomas Turton               | D.D.                    | 1827        | 1842 | Turton war ab 1822 Lucasian Professor of Mathematics bis 1826. Er verließ die Universität kurzzeitig und wurde nach dem Rücktritt Kayes zurückgerufen. Die Regius Professur hielt er bis 1842. |
| Alfred Ollivant             | D.D.                    | 1843        | 1849 | Ollivant wurde 1849 als Nachfolger von Edward Copleston zum Bischof on Llandaff ernannt. |
| James Amiraux Jeremie       | D.D.; D.C.L.            | 1850        | 1870 | Seine Vorlesungen in Cambridge galten als die eines gelehrten und guten Theologen, denen aber die Lebhaftigkeit und Originalität abgingen. Bei seiner Berufung zum Dekan von Lincoln, 1864, wurde ihm trotz der persönlichen und fachlichen Erschwernis auferlegt, die Regius Professur sechs Jahre weiterzubesetzen. Er zog sich schließlich 1870 von der Professur zurück. |
| Brooke Foss Westcott        | D.D.                    | 1870        | 1890 | Nach dem Rückzug Jeremies von der Professur wurde Joseph Barber Lightfoot als der logische Kandidat gehandelt. Dieser bot jedoch all seinen Einfluss auf, um seinem Lehrer, Booke Westcott, die Professur zu sichern. Im November 1870 wurde Westcott zum Regius Professor ernannt. Westcott versuchte alte Ideale und Werte an die modernen Zeiten anzupassen und den Glauben als Leitlinie in seiner Zeit zu etablieren. Einer von Westcotts Schülern war der spätere Regius Professor of Divinity in Oxford, Henry Scott Holland. 1875 wurde Westcott Kaplan der Königin ernannt. 1890 empfahl Königin Victoria, Westcott zum Bischof von Durham zu wählen. |
| Henry Barclay Swete         | D.D.                    | 1890        |      | Swete war auch Ehrenkaplan des Königs. |
| Vincent Henry Stanton       | D.D.                    | 1916        | 1922 | Der in China geborene Stanton lehrte vor seiner Ernennung zum Regius Professor fast 30 Jahre als Ely Professor of Divinity. Als Autor trug er zum Oxford Dictionary of National Biography bei. |
| Alexander Nairne            |                         | 1922        |      | |
| Charles Earle Raven         |                         | 1932        | 1950 | Von 1939 bis 1950 leitete Raven auch das Christ's College in Cambridge. Er ist Gründungsmitglied der British Society for the History of Science. |
| Arthur Michael Ramsey       |                         | 1950        | 1952 | 1952 schlug Königin Elisabeth I. Ramsey zur Wahl zum Bischof von Durham vor. |
| John Burnaby                |                         | 1952        | 1958 | Der Veteran des Ersten Weltkriegs, er diente in Gallipoli und Frankreich, stieg in der Universitätshierarchie ab 1915 auf, bis er 1952 seine abschließende Aufgabe als Regius Professor übernahm. |
| Edward Craddock Ratcliffe   |                         | 1958        |      | |
| Dennis Eric Nineham         |                         | 1964        | 1969 | Ninehams akademische Bildung und Reputation war an der University of Oxford gewachsen, wohin er nach fünf Jahren im Amt zurückkehrte. |
| Geoffrey William Hugo Lampe |                         | 1971        | 1979 | |
| Henry Chadwick              | K.B.A., F.B.A.          | 1979        |      | |
| Stephen Whitefield Sykes    | M.A.                    | 1985        | 1990 | Sykes zog sich von der Professur zurück, um das Amt des Bischofs von Ely zu übernehmen. Später übernahm er die Van Mildert Professorship of Divinity der University of Durham. |
| David Frank Ford            |                         | 1991        |      | Ford initiierte 2002 das Cambridge Inter-Faith Programme zur Förderung des Dialogs zwischen verschiedenen Religionen. |
| Ian Alexander McFarland     |                         | 2015        |      | |